# Pyhäjoki
Pyhäjoki es un municipio de Finlandia.Se localiza en la desaparecida provincia de Oulu y es parte de la región de Ostrobotnia del Norte.
El municipio se localiza en el Golfo de Botnia, en la desembocadura del río Pyhäjoki. Tiene una población de 3,259 (junio, 2015) y cubre un área de 1,365.31 km² de los cuales 823.25 km² son agua. La densidad de población es de 6.01 habitantes por kilómetro cuadrado. El municipio es monolingüe y su idioma oficial es el finés.